# دولت أباد (زنغلانلو)
دولت أباد (بالفارسية: دولت‌آباد) هي قرية تقع في إيران في خراسان رضوي. يقدر عدد سكانها بـ 402 نسمة بحسب إحصاء 2016.